# Unedogemmula deshayesii
Unedogemmula deshayesii é uma espécie de gastrópode do gênero Unedogemmula, pertencente a família Turridae.